# Federació Anarquista-Comunista d'Occitània
La Federació Anarquista-Comunista d'Occitània (FACO) va ser un partit polític comunista creat l'any 1969 per en Guy Malouvier i desaparegut cap a l'any 1975. En Guy Malouvier havia estat militant de l'Organització Revolucionària Anarquista (ORA) i va crear la FACO en principi com una branca d'aquesta. Al llarg de l'any 1970 la FACO es va anant independitzant fins a esdevenir una organització específica al final de l'any. Ha publicat durant almenys cinc anys un irrégulomadaire (diari no periòdic) anomenat Occitania libertaria, en francès i en occità, que comptava amb uns cent abonats.
A fi dels anys 60 apareix a Europa una nova generació de militants anarquistes decebuda per les federacions sintetistes europees la raó de ser de les quals és reagrupar totes les tendències de l'anarquisme, que ells veuen com un treball purament ideològic. Aquests militants comencen a agrupar-se en tendències dintre d'aquests vells grups. En 1967 els comunistes libertaris, que s'havien fusionat prèviament amb altres grups per a formar la Federació Anarquista (FA), es reagrupen per a formar una tendència organitzada dins d'aquesta, l'ORA, que edita una publicació, L'Insurgé (L'Insurrecte). Aquestes organitzacions, que en un inici mantenien una certa organització internacional (una prova és que a diferents països, com el Regne Unit, Itàlia o França, totes aquestes escissions van prendre el mateix nom: organització revolucionària anarquista), a partir dels 70 comencen a separar-se en organitzacions per països.
En 1969 neix la FACO, que adhereix l'ORA, encara tendència dins de la FA. L'any 1970 l'ORA s'independitza de la FA. Els francesos comencen a impulsar la creació d'una organització central que reagrupi de nou els diferents països. En 1971 Daniel Guérin intenta unir l'ORA amb el Moviment de Lluita pel Canvi (MLC), en francès, Mouvement de Lutte pour le Changement. Els dos partits no arriben a fusionar-se però, per una banda, un grup de militants del MLC passaran a l'ORA mentre que altres grups de l'ORA sí que s'uniran al MLC per a constituir la primera Organització Comunista LLibertària (OCL-1). La FACO, per la seva banda, es retira de l'ORA a causa de desacords ideològics, entre els quals es troba el tema de la nacionalitat.